# Hezheng
Der Kreis Hezheng (chinesisch 和政县, Pinyin Hézhèng Xiàn) ist ein Kreis in der chinesischen Provinz Gansu. Er gehört zum Verwaltungsgebiet des Autonomen Bezirks Linxia der Hui. Die Fläche beträgt 963,6 Quadratkilometer und die Einwohnerzahl 194.900 (Stand: Ende 2018).